# Böhmer (Name)
Böhmer oder Boehmer ist ein deutscher Familienname.

## Namensträger

### A
- Adolf Böhmer (1900–1983), deutscher Lehrer, Heimatforscher und Mundarterzähler
- Anton Böhmer (1562–1614), Bürgermeister von Bautzen
- August Böhmer (1860–1945), Staatsrat im Fürstentum Lippe
- August Riekehof-Böhmer (1849–1931), deutscher Gutsbesitzer und Politiker, MdR

### B
- Ben Böhmer, deutscher DJ, Musikproduzent und Komponist
- Bernhard A. Böhmer (Bernard Aloysius Böhmer; 1892–1945), deutscher Bildhauer, Maler und Kunsthändler
- Bruno von Boehmer (1866–1943), deutscher Ingenieur und Baubeamter
- Bruno Böhmer Camacho (* 1985), deutsch-kolumbianischer Jazzmusiker

### C
- Carl Böhmer (Karl Böhmer; 1799–1884), deutscher Geiger, Komponist und Musikpädagoge
- Carl Engelbert Böhmer (1884–1960), deutscher Politiker, Oberbürgermeister von Gelsenkirchen
- Charles Auguste Boehmer (1740–1794), französischer Juwelier, zentrale Figur der Halsbandaffäre
- Charlotte Böhmer (* 1933), deutsche Leichtathletin, siehe Charlotte Schmidt
- Christian Böhmer (* 1984), deutscher Streetart-Künstler
- Curt Böhmer (* 1880), deutscher Bühnenschriftsteller

### D
- Daniel-Dylan Böhmer (* 1975), deutscher Journalist

### E
- Eduard Böhmer (Romanist) (1827–1906), deutscher Romanist und Theologe
- Eduard Böhmer (Politiker) (1829–1872), deutscher Politiker
- Ekkehard Böhmer (1929–2014), deutscher Fernsehregisseur
- Ekkehart Boehmer (* 20. Jh.), deutsch-amerikanischer Wirtschaftswissenschaftler und Hochschullehrer
- Elleke Boehmer (* 1961), südafrikanisch-britische Schriftstellerin
- Emil Böhmer (Landrat) (1879–1957), deutscher Landrat
- Emil Böhmer (Heimatforscher) (1884–1966), deutscher Lehrer und Heimatforscher
- Emil Böhmer (1889–1981), deutscher Richter
- Emma Böhmer (1861–1943), deutsche Schriftstellerin

### F
- Felix Boehmer (1851–1920), deutscher Jurist und Politiker
- Fritz Böhmer (1899–1973), deutscher Politiker (CDU)

### G
- Geneviève Boehmer (* 1988), US-amerikanische Schauspielerin
- Georg Friedrich von Böhmer (1739–1797), deutscher Diplomat
- Georg Ludwig Böhmer (1715–1797), deutscher Rechtswissenschaftler
- Georg Rudolf Böhmer (1723–1803), deutscher Mediziner und Botaniker
- Georg Wilhelm Böhmer (1761–1839), deutscher Theologe, Kirchenrechtler, Politiker und Friedensrichter
- Gerhard Böhmer (Agrarwissenschaftler) (1879–nach 1921), deutscher Agrarwissenschaftler
- Gerhard Böhmer (Lehrer) (1895–1978), deutscher Lehrer und Schriftsteller
- Gerhard Böhmer (Fußballspieler) (1947–2019), österreichischer Fußballspieler
- Gerhard Böhmer (Rennrodler) (* 1958), deutscher Rennrodler
- Götz von Boehmer (1929–2019), deutscher Jurist und Diplomat
- Gunter Böhmer (1911–1986), deutscher Maler, Zeichner und Illustrator
- Gustav Böhmer (1822–1893), deutscher Generalleutnant
- Gustav Boehmer (1881–1969), deutscher Jurist und Hochschullehrer

### H
- Hans Jürgen Böhmer (* 1967), deutscher Geobotaniker
- Hans-Rudolf Boehmer (* 1938), deutscher Vizeadmiral
- Harald von Boehmer (1942–2018), deutscher Immunologe
- Hartmut H. Boehmer (1941–2013), deutscher Politiker
- Hasso von Boehmer (1904–1945), deutscher Oberstleutnant
- Heiner Böhmer (* 1962), deutscher Romanist
- Heinrich Böhmer (Maler) (1852–1930), deutscher Maler
- Heinrich Böhmer (1869–1927), deutscher Theologe und Kirchenhistoriker
- Henning von Boehmer (Unternehmer) (1903–1987), deutscher Unternehmer, Gutsbesitzer, Rechtsanwalt und Beamter
- Henning von Boehmer (Jurist) (* 1943), deutscher Jurist und Journalist
- Hugo Erich von Boehmer (1857–1939), deutscher Ingenieur, Patentanwalt und Genealoge

### J
- J. Paul Boehmer (* 1965), US-amerikanischer Schauspieler
- Joachim Böhmer (1940–1999), deutscher Ruderer
- Johann Böhmer (1822–1892), deutscher Lehrer und Abgeordneter
- Johann Friedrich Böhmer (1795–1863), deutscher Historiker
- Johann Friedrich Eberhard Böhmer (1753–1828), deutscher Rechtswissenschaftler
- Johann Georg Friedrich Böhmer (1799–1851), deutscher Politiker Freie Stadt Frankfurt
- Johann Samuel Friedrich von Böhmer (1704–1772), deutscher Rechtswissenschaftler, Kriminologe und Hochschullehrer
- Johannes Böhmer (1879–1955), deutscher Sattler, Mitglied des Kurhessischen Kommunallandtags
- Johannes Böhmer (Musiker) (* 1984), deutscher Jazzmusiker (Trompete, Flügelhorn, Komposition)
- Julius Böhmer (* 2002), deutscher Basketballspieler
- Justus Henning Böhmer (1674–1749), deutscher Rechtswissenschaftler, Kirchenlieddichter und Politiker

### K
- Karl Böhmer (1799–1884), deutscher Geiger, Komponist und Musikpädagoge, siehe Carl Böhmer
- Karl Böhmer (Musikwissenschaftler) (* 1963), deutscher Musikwissenschaftler und Hochschullehrer
- Karl August von Böhmer (1707–1748), deutscher Verwaltungs- und Kirchenjurist
- Karl Friedrich Wilhelm von Böhmer (1783–1814), deutscher Kapitän
- Karl-Heinz Böhmer (* 1945), deutscher Eishockeyspieler
- Konrad Boehmer (1941–2014), deutsch-niederländischer Komponist
- Kurt Böhmer (1892–1944), deutscher Konteradmiral

### L
- Louis Böhmer (1843–1896), deutsch-amerikanischer Gartenbauwissenschaftler und -unternehmer
- Lucas Maria Böhmer, deutscher Autor, Regisseur und Fernsehjournalist
- Lydia Böhmer (* 1943), deutsch-israelische Übersetzerin

### M
- Manfred Böhmer (1936–2016), deutscher Sportfunktionär und Unternehmer
- Marga Böhmer (1887–1969), deutsche Künstlerin
- Maria Böhmer (* 1950), deutsche Politikerin (CDU)
- Maria Magdalena Böhmer (1669–1743), deutsche Dichterin
- Matthias Böhmer (* 1990), deutscher Rennrodler, Bobsportler und Sportfunktionär

### O
- Otto A. Böhmer (* 1949), deutscher Schriftsteller

### P
- Paul Böhmer (Architekt) (1858–1929), deutscher Architekt, Geheimer Oberbaurat
- Paul Böhmer (Beamter) (1864–1911), Bürgermeister von Metz und Unterstaatssekretär im Reichskolonialamt
- Paul Böhmer (Mathematiker) (1877–1958), deutscher Mathematiker und Hochschullehrer
- Paul Böhmer (Ringer) (1907–1983), deutscher Ringer
- Paulus Böhmer (1936–2018), deutscher Schriftsteller
- Peter Böhmer (1923–2011), deutscher Tänzer
- Philipp Adolph Böhmer (1711–1789), deutscher Mediziner
- Philipp Ludwig Böhmer (1666–1735), deutscher lutherischer Theologe und Hochschullehrer

### R
- Rainer Michael Boehmer (1930–2022), deutscher Vorderasiatischer Archäologe
- Renate Gabriele Böhmer (1916–2005), deutsche Künstlerin, siehe Bele Bachem

### T
- Theodor Eduard Boehmer (1829–1872), deutscher Politiker
- Thilo von Boehmer (1911–1997), deutscher Unternehmer und Regierungsbeamter

### W
- Werner Böhmer (1915–2014), deutscher Richter
- Wilhelm Böhmer (Historiker) (1791–1842), deutscher Philologe, Gymnasiallehrer und Historiker
- Wilhelm Böhmer (Theologe) (1800–1863), deutscher evangelischer Theologe
- Wolfgang Böhmer (1936–2025), deutscher Mediziner und Politiker (CDU)
- Wolfgang Böhmer (Politiker, 1951) (* 1951), österreichischer Politiker (SPÖ)
- Wolfgang Böhmer (Komponist) (* 1959), deutscher Komponist, Arrangeur und Librettist